# Liselotte Schreiner
Liselotte Schreiner, auch Schreiner-Purucker, eigentlich Liselotte Purrucker (18. Juni 1904 in Prag,   Österreich-Ungarn – 15. Februar 1991 in Wien) war eine österreichische Theaterschauspielerin. Sie galt als große Tragödin der 1930er und 1940er Jahre.

## Leben
Aufgewachsen in Mannheim, trat sie 1926 ihr erstes Engagement am Gothaer Stadttheater an, nahm dann Schauspielunterricht bei ihrem Vater Carl Schreiner in Weimar und kam über Meiningen (1927–1928), Karlsruhe (1928–1931), Bochum (1931–1933), Wiesbaden (1933–1934) und Essen (1934–1937) im Jahre 1937 an das Deutsche Schauspielhaus in Hamburg. Zu ihren bedeutenden Rollen zählten Kleists Penthesilea, Grillparzers Sappho, Helena im
Faust II, Rhodope in Hebbels Gyges und sein Ring, Orsina in Emilia Galotti, Sophokles’ Elektra, Euripides’ Medea, Klytämnestra in Hofmannsthals Elektra und Königin Margarete in König Ottokars Glück und Ende. 1940 folgte Schreiner einem Ruf an die Volksbühne nach Berlin, ab 1943 wirkte sie am Wiener Burgtheater, dessen langjähriges Ensemblemitglied sie wurde. Schreiner stand 1944 in der Gottbegnadeten-Liste des Reichsministeriums für Volksaufklärung und Propaganda.
Bei den Salzburger Festspielen verkörperte sie 1943 die Iphigenie auf Tauris in einer Inszenierung von Otto Falckenberg, 1953 die Calpurnia im Julius Caesar in der Regie von Josef Gielen und von 1970 bis 1972 Jedermanns Mutter in der Jedermann-Inszenierung von Leopold Lindtberg am Domplatz. Schreiner wirkte 1954 auch in der Fledermaus bei den Bregenzer Festspielen mit.

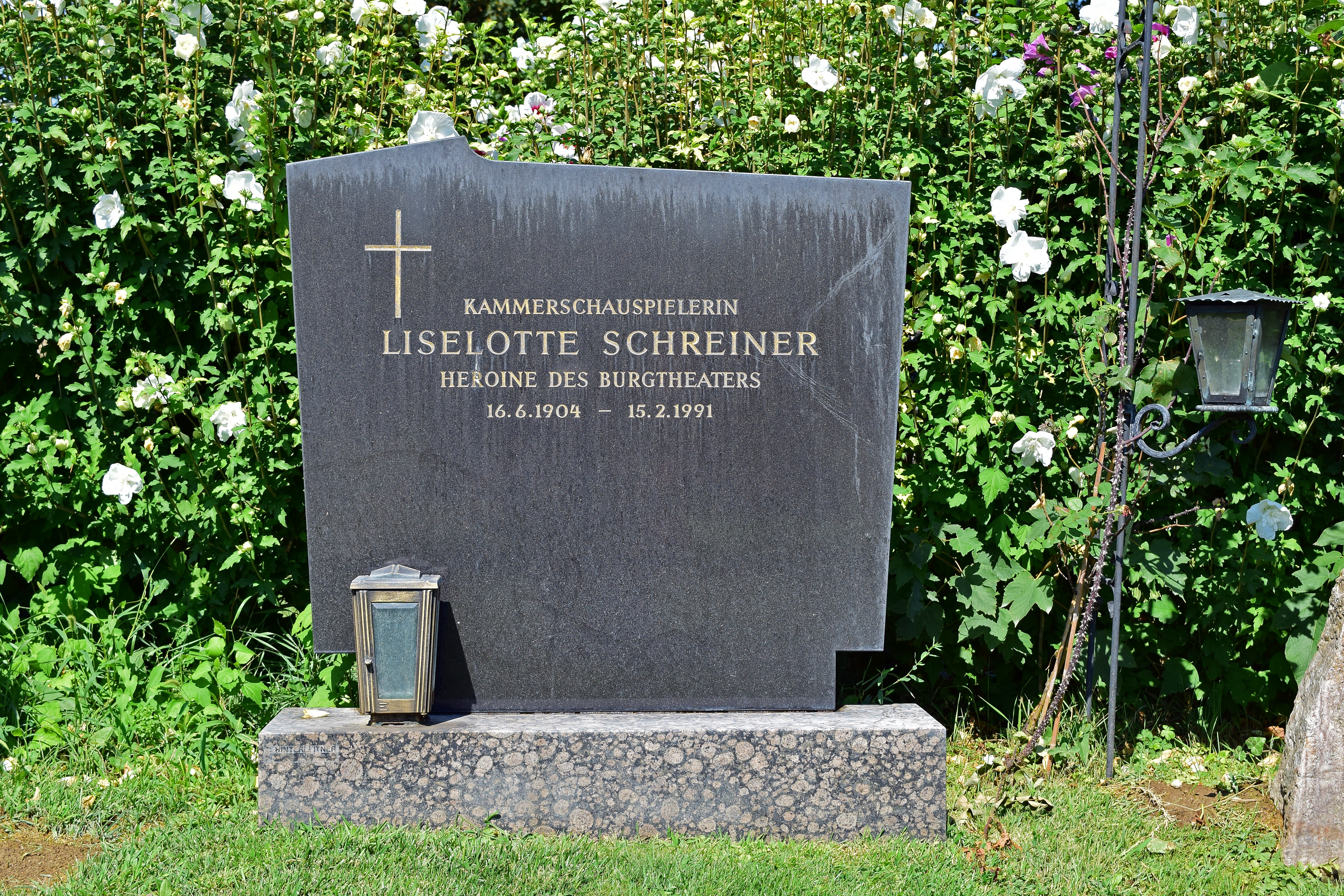
Wiener Zentralfriedhof – Gruppe 40 – Grab von Liselotte Schreiner

Auch im Film war sie zu sehen, so spielte sie 1942 in Die goldene Stadt, 1954 war sie in Um die neunte Stunde zu sehen und 1959 spielte sie in einer Verfilmung von Maria Stuart mit.
Sie stiftete 1990 den Liselotte-Schreiner-Ring, der erstmals 1991 an Judith Holzmeister verliehen wurde.
Liselotte Schreiners Ehrengrab befindet sich auf dem Wiener Zentralfriedhof (Gruppe 40, Nummer 163).